# Picea farreri
Picea farreri es una especie de conífera perteneciente a la familia Pinaceae. Se encuentran en China y Birmania donde se le considera especie en peligro de extinción.

## Distribución y hábitat
Se encuentra en el Fen Shui Ling entre Birmania y China que se produce en el lado oeste a una altitud de 2,400-2,700 metros en suelos calcáreos. Las subpoblaciones en China son reportados como pequeñas y dispersas a lo largo del intervalo entre China y Myanmar norte de Tengchong. En su localidad tipo, esta especie se encuentra en  clima es frío y húmedo, con lluvias monzónicas. Forma pequeños rodales puros de piceas en el bosque por lo general abierto, con sotobosque de bambú y enebro. Un poco más arriba aparece con sp. de Larix, Pinus armandii y Tsuga dumosa, pero en elevaciones más bajas en la selva tropical latifoliada prevalece, añadiendo al aislamiento ecológico de Picea farreri.

## Taxonomía
Picea farreri fue descrita por C.N.Page & Rushforth y publicado en Notes from the Royal Botanic Garden, Edinburgh 38(1): 130. 1980.
Etimología
Picea; nombre genérico que es tomado directamente del Latín pix = "brea", nombre clásico dado a un pino que producía esta sustancia
farreri: epíteto nombrado en honor del recolector de plantas Reginald Farrer que viajó por China y lo que era antiguamente Burma. 
Sinonimia
- Picea brachytyla var. farreri (C.N.Page & Rushforth) Eckenw.[4]